# Batrachedrodes lomentella
Batrachedrodes lomentella là một loài bướm đêm thuộc họ Batrachedridae. Nó là loài đặc hữu của Oahu và Hawaii.
The larvae have been found among the dead leaves of an unidentified fern.